# Слідами Дарвіна
Слідами Дарвіна (англ. In the Footsteps of Darwin) — сімейна настільна гра від французьких авторів Грегорі Грара та Матьє Вердьє. У цій грі гравці виступають у ролі дослідників природи, які допомагають Чарлзу Дарвіну в його дослідженнях, вивчаючи види тварин і розробляючи теорії еволюції.
Гра розрахована на 2—5 гравців і була випущена у 2023 році видавництвом Sorry We Are French. У 2024 році гра була номінована на премії As d'Or Jeu de l'Année та Spiel des Jahres, поряд з іграми Captain Flip і Пілоти. Крім того, вона увійшла до переліку Mensa Select Games 2024 року. В Україні гра локалізована видавництвом «Feelindigo».

## Опис гри та компоненти
У грі Слідами Дарвіна гравці стають дослідниками, які на борту наукового корабля Beagle допомагають Чарлзу Дарвіну завершити його книгу Походження видів. Вони вивчають тварин, проводять картографічні дослідження та публікують свої результати. Перемагає той, хто здобуде найбільше очок.
Компоненти гри включають ігрове поле, 64 плитки тварин, по 5 наукових книг та плиток персонажів, 16 маркерів публікацій, 15 компасних маркерів, 28 маркерів теорій, 10 маркерів місцевих дослідників, маркер Дарвіна, фігурку Beagle, листки для підрахунку очок і тканинний мішок.

## Ігровий процес

### Підготовка до гри
Гра розрахована на 2—5 гравців. Для підготовки до гри ігрове поле розміщується в центрі столу, а фігурка Beagle ставиться на початкову клітинку. Маркери місцевих дослідників, публікацій та компасів розміщуються на відповідних полях ігрового поля. Кожен гравець отримує наукову книгу і викладає випадковий маркер теорії на верхню клітинку своєї книги. Інші маркери теорій діляться на дві закриті стопки, а три з них викладаються відкрито на відповідні поля.

### Хід гри
Гравці по черзі виконують по дві дії: дослідження виду або отримання натхнення від персонажа, а потім пересувають фігурку Beagle. Додатково вони можуть виконати спеціальні дії за допомогою маркерів місцевих дослідників.
Гравець вибирає одну з трьох плиток перед Beagle і розміщує її у своїй науковій книзі. Якщо це тварина, вона викладається на відповідне поле, яке відповідає її класу та середовищу проживання. Бонуси, зазначені на плитці, активуються одразу або пізніше. Якщо гравець бере плитку персонажа, він отримує відповідний бонус та кладе плитку на вільне поле книги.

### Завершення гри та підрахунок очок
Гра завершується, коли всі гравці викладуть по 12 плиток у своїх наукових книгах. Підсумкові очки нараховуються за:
- видимі очки на плитках тварин,
- 4 очки за персонажа Роберта Маккорміка,
- 5 очок за кожну публікацію,
- бали за картографію (множення компасів на картографічні символи),
- очки за теорії,
- 2 очки за маркер Дарвіна.

Перемагає гравець із найбільшою кількістю очок. У разі нічиєї перемагає той, хто набрав більше очок за теорії.

## Видання та відгуки
Гра була розроблена Грегорі Граром та Матьє Вердьє й випущена у 2023 році французьким видавництвом Sorry We Are French французькою, німецькою, англійською мовами, а також у співпраці з іншими видавцями російською, польською, українською, угорською, чеською, корейською та китайською мовами.
Гра була номінована на премію Spiel des Jahres у 2024 році, де журі зазначило, що гра «поєднує прості, але логічні правила із захоплюючим тематичним оформленням». Гаральд Шраперс оцінив її як швидку та просту, але не дуже інноваційну. Проте він підкреслив, що тематика робить гру «вражаючою». Марен Гоффманн високо оцінила компоненти гри та «любов до теми», поставивши 7 із 10 балів.